# Alucita loxoschista
Alucita loxoschista är en fjärilsart som beskrevs av Edward Meyrick 1930. Alucita loxoschista ingår i släktet Alucita och familjen mångfliksmott, (Alucitidae). Inga underarter finns listade i Catalogue of Life.